# Triaize
Triaize és un municipi francès situat al departament de Vendée i a la regió de País del Loira. L'any 2007 tenia 978 habitants.

## Demografia

### Població
El 2007 la població de fet de Triaize era de 978 persones. Hi havia 420 famílies de les quals 128 eren unipersonals (64 homes vivint sols i 64 dones vivint soles), 160 parelles sense fills, 128 parelles amb fills i 4 famílies monoparentals amb fills.
La població ha evolucionat segons el següent gràfic:
Habitants censats

### Habitatges
El 2007 hi havia 598 habitatges, 435 eren l'habitatge principal de la família, 130 eren segones residències i 33 estaven desocupats. 563 eren cases i 14 eren apartaments. Dels 435 habitatges principals, 344 estaven ocupats pels seus propietaris, 86 estaven llogats i ocupats pels llogaters i 5 estaven cedits a títol gratuït; 5 tenien una cambra, 22 en tenien dues, 88 en tenien tres, 128 en tenien quatre i 191 en tenien cinc o més. 347 habitatges disposaven pel capbaix d'una plaça de pàrquing. A 219 habitatges hi havia un automòbil i a 168 n'hi havia dos o més.

### Piràmide de població
La piràmide de població per edats i sexe el 2009 era:
| Homes | Edats   | Dones |
| ----- | ------- | ----- |
| 0     | 95 o +  | 0     |
| 0     | 90 a 94 | 0     |
| 0     | 85 a 89 | 4     |
| 16    | 80 a 84 | 12    |
| 32    | 75 a 79 | 48    |
| 20    | 70 a 74 | 36    |
| 36    | 65 a 69 | 32    |
| 20    | 60 a 64 | 36    |
| 16    | 55 a 59 | 12    |
| 44    | 50 a 54 | 36    |
| 20    | 45 a 49 | 28    |
| 32    | 40 a 44 | 12    |
| 44    | 35 a 39 | 52    |
| 20    | 30 a 34 | 24    |
| 40    | 25 a 29 | 36    |
| 20    | 20 a 24 | 24    |
| 40    | 15 a 19 | 20    |
| 28    | 10 a 14 | 40    |
| 28    | 5 a 9   | 24    |
| 24    | 0 a 4   | 16    |

## Economia
El 2007 la població en edat de treballar era de 598 persones, 422 eren actives i 176 eren inactives. De les 422 persones actives 382 estaven ocupades (209 homes i 173 dones) i 40 estaven aturades (9 homes i 31 dones). De les 176 persones inactives 81 estaven jubilades, 41 estaven estudiant i 54 estaven classificades com a «altres inactius».

### Ingressos
El 2009 a Triaize hi havia 449 unitats fiscals que integraven 1.028,5 persones, la mediana anual d'ingressos fiscals per persona era de 15.556 €.

### Activitats econòmiques
Dels 34 establiments que hi havia el 2007, 1 era d'una empresa alimentària, 4 d'empreses de fabricació d'altres productes industrials, 6 d'empreses de construcció, 8 d'empreses de comerç i reparació d'automòbils, 2 d'empreses d'hostatgeria i restauració, 1 d'una empresa d'informació i comunicació, 2 d'empreses financeres, 8 d'empreses de serveis, 1 d'una entitat de l'administració pública i 1 d'una empresa classificada com a «altres activitats de serveis».
Dels 6 establiments de servei als particulars que hi havia el 2009, 1 era una oficina bancària, 1 taller de reparació d'automòbils i de material agrícola, 2 fusteries, 1 electricista i 1 restaurant.
Els 2 establiments comercials que hi havia el 2009 eren carnisseries.
L'any 2000 a Triaize hi havia 39 explotacions agrícoles que ocupaven un total de 3.712 hectàrees.

## Equipaments sanitaris i escolars
El 2009 hi havia una escola elemental.

## Poblacions més properes
El següent diagrama mostra les poblacions més properes.